# L'Elfe de lune
 (février 2012).
Si vous disposez d'ouvrages ou d'articles de référence ou si vous connaissez des sites web de qualité traitant du thème abordé ici, merci de compléter l'article en donnant les références utiles à sa vérifiabilité et en les liant à la section « Notes et références ».
L'Elfe de lune est une série de romans de fantasy, écrite par Élodie Tirel, sortie aux éditions Michel Quintin. Ils relatent les périlleuses aventures, de Luna, une elfe de lune ainsi que de ses compagnons.

## Liste des titres
- La Cité maudite
- La Vengeance des elfes noirs
- Le Combat des dieux
- La Dernière Dragonne
- La Fleur de sang
- Le Maître des loups
- Les Adorateurs du scorpion
- Le Palais des brumes
- La Cité océane
- L'Invasion des hommes-rats
- Le Baiser de l'araignée
- L'Ultime Affrontement

## Les personnages
- Luna : À moitié elfe de lune, à moitié elfe noir, elle est âgée de 12 ans dans le premier tome. C'est le personnage principal du roman ; elle a des yeux bleus (gris à partir du huitième tome), de longs cheveux argents et un visage fin. Fille d'Ambrethil de Laltharils et d'Elkantar And'Thriel, un drow, elle a été élevée par une meute de loups dont la dominante fut Shara et son compagnon Zek, et par un vieil elfe sylvestre : le Marécageux. Elle considère Elbion (un loup) comme son frère, qui est en fait son frère de lait. Très jolie, elle est intelligente, sympathique, ouverte et courageuse. Audacieuse, elle n'hésite pas à faire des entorses à la règle lorsqu'elle le souhaite ou lorsque c'est urgent et elle est loyale. Loin d'être comme sa sœur Sylnor, elle sait se montrer franche et se bat comme personne. Luna possède un pouvoir extrêmement puissant, qui, plus tard, sera maîtrisé aussi par sa sœur : elle peut décharger des orbes énergétiques pures qui foudroient n'importe quel personne. Dans le tome 12, elle finit par affronter Sylnor lors d'un tête à tête et elle se fiance, à la toute fin, avec Kendhal. Elle affronte plusieurs monstres au cours de ses périples et devient la princesse héritière lorsque son grand-père, roi de Laltharils, fut assassiné par Halfar. Elle tue aussi de nombreuses personnes : Oloraé, son propre père, une bande d'humains commandés par un borgne, Ycar ou Sohan. Elle porte l'amulette protectrice d'Eilistraée, ce qui fait d'elle une élue des dieux. Elle tombe amoureuse de deux garçons : Ethel et Kendhal, mais Ethel se fait finalement tuer et Kendhal est élu grand élu du cœur de la jeune fille.
- Elbion : Frère de lait de Luna. Il la suit partout après que sa meute a été décimée par des elfes noirs. Courageux, loyal, dédié au bien et puissant, il n'hésite pas à se sacrifier pour le bien de sa petite sœur et de sa famille. Frère de lait de Luna, père de Jek, Kall et Naya et compagnon de Scylla, Elbion a une fourrure ivoire naturelle incroyable et de grands yeux dorés.
- Le Marécageux : Vieil elfe sylvestre, il a confié Luna à une meute de loup alors qu'elle n'était qu'un bébé. Il s'est chargé de son instruction. Il possède quelques pouvoirs mystérieux, comme celui de contrôler la roche. Personne ne connaît son vrai nom.
- Darkhan : Cousin de Luna, petit-fils d'Hérildur, il est à moitié elfe de lune, à moitié elfe noir. Frère d'Halfar, il est considéré comme un héros au sein de Laltharils. Père de Khan et mari d'Assyléa.
- Ambrethil : Mère de Luna. Cela fait 12 ans qu'elle a été enlevée par les elfes noirs.
- Sarkor : Père de Darkhan et de Halfar, oncle de Luna, il est un elfe noir. Il a quitté Rhasgarrok pour se rendre à Laltharils et épouser Amaélys. Il tua sa sœur, Zélathory.
- Halfar : Fils de Sarkor et frère de Darkhan, cousin de Luna, mi-drow et mi-elfe de lune, il rejoignit Rhasgarrok pour secourir Luna, mais finit par devenir un membre assassin, pour mission de tuer son grand-père, Hérildur. Son père le tua. Il fut trompé par une jeune Elfe Drow envoyée par matrone Zesstra.
- Sylnor : Sœur de luna et arrachée de sa mère (Ambrethil) à son plus jeune âge, elle fut élevée au monastère avec de nombreuses prêtresses et en se démarquant de celles-ci, elle accède à un poste plus prestigieux. Durant la série elle se retrouvera au poste de Matrone ce qui fait qu'elle contrôlera le monastère. Dans toute la série elle sera la plus grande ennemie de Luna.

## Les races
- Elfes de lune (ou elfes argentés) : ils ont la peau claire presque bleutée, leurs cheveux sont généralement blanc argenté, blond très clair ou bleus. Ils vivent dans les terres du Nord à Laltharils, une cité bâtie au cœur de la forêt de Ravenstein.
- Elfes noirs (ou drows) : ils ont la peau noire comme de l'obsidienne, leurs cheveux généralement noirs ou blanc argenté. Leurs yeux rouge vif sont inquiétants. Ils sont assoiffés de pouvoir, se méfient sans cesse des uns des autres, et sont toujours à comploter. Les elfes noirs se considèrent comme les seuls héritiers des terres du Nord et ne supportent pas leur exil au cœur de la cité de Rhasgarrok. Ils haïssent les autres races d'elfes.
- Elfes de soleil (ou elfes dorés) : ils ont une peau couleur bronze, leurs cheveux généralement de couleur blond comme l'or ou cuivrés. On dit que ce sont les plus beaux et les plus fiers des elfes. Ils se mélangent très peu avec les autres races. Au début de la guerre contre les drows, les elfes dorés se sont réfugiés dans la forteresse d'Aman'Thyr, où ils passent leur temps à méditer et à étudier la magie.
- Elfes ailés (ou elfes avariels) : cette race est la plus secrète et discrète des terres du Nord. Ils possèdent de grandes et magnifiques ailes aux plumes très douces qui leur permettent d'aller très haut dans les cieux avec grâce et avec une rapidité incomparable. Les avariels vivent au cœur d'une citadelle de verre édifiée dans une cordillère de glace.
- Elfes sylvestres : ils ont la peau cuivrée et des yeux verts, c'est la seule race d'elfes à vivre et à être en parfaite harmonie avec la nature. C'est aussi la première victime des invasions des drows, donc il en reste très peu. La plupart vivent à Laltharils, mais d'autres ont préféré l'exil comme l'ami de Luna, le Marécageux.
- Elfes marins (ou océanides) : ils ont la peau bleutée, des palmes entre les doigts. Ils vivent à Océanys à côté d'Ysmalia et de Tank'Ylan. Leur dieu est Acuarius. Leur roi actuel est Fulgurus.